# Снелл, Уолтер Генри
Уолтер Генри Снелл (англ. Walter Henry Snell; 19 мая 1889 — 23 июля 1980) — американский бейсболист и миколог, игрок команды MLB Бостон Ред Сокс в 1913 году.

## Краткая биография
Уолтер Генри Снелл родился в городе Уэст-Бриджуотер штата Массачусетс. Учился в Броктонской средней школе, затем поступил в Академию Филлипса и Брауновский университет. В Брауновском университете Снелл был не только учёным, но и игроком в бейсбол на позициях кэтчера и бэттера. 1 августа 1913 года состоялся дебют Снелла в матче Главной лиги бейсбола за Бостон Ред Сокс. Снелл провёл за Бостон всего шесть матчей. Во время учёбы в Брауновском университете Снелл также играл в лигах Minor League Baseball, International League и New England League. В 1915 году Снелл получил степень магистра в Брауновском университете, затем Университет Висконсин-Мэдисон присвоил ему степень доктора философии. Снелл был профессором, а также футбольным и бейсбольным тренером в Брауновском университете. Затем он изучал болезни деревьев, токсичность креозотов, а также таксономию болетовые и ежовиковых.

## Основные научные публикации
- Dick, E.A.; Snell, W.H. (1961). Notes on boletes. XIII. Mycologia 52 (3): 444-454.
- Dick, E.A.; Snell, W.H. (1965). Notes on boletes. XV. Mycologia 57 (3): 448-458.
- Gentile, A.C.; Snell, W.H. (1953). Development of the carpophore of Boletinus paluster. Mycologia 45 (5): 720-722, 1 fig.
- Singer, R.; Snell, W.H.; Dick, E.A. (1963). The genus Fuscoboletinus. Mycologia 55 (3): 352-357.
- Slipp, A.W.; Snell, W.H. (1944). Taxonomic-ecologic studies of the Boletaceae in northern Idaho and adjacent Washington. Lloydia 7: 1-16, 8 pls.
- Snell, W.H. (1922). A new Septobasidium on Pinus strobus. Mycologia 14 (2): 55-60.
- Snell, W.H. (1931). Tree diseases in New York and New England. Plant Disease Reporter 15: 91.
- Snell, W.H. (1936). Notes on boletes. V. Mycologia 28: 463-475.
- Snell, W.H. (1943). Mycological Society of America. Fungi collected at the 1941 foray. Mycologia 35: 658-666.
- Snell, W.H. (1945). Notes on the pileate hydnums. Mycologia 37: 46-52.
- Snell, W.H. (1945). Notes on boletes. VII. Mycologia 37: 374-388, 1 fig.
- Snell, W.H. (1953). Samuel Chester Damon II (1923-1952). Mycologia 45: 469-473, portrait.
- Snell, W.H.; Dick, E.A. (1941). Notes on Boletes. VI. Mycologia 33 (1): 23-37.
- Snell, W.H.; Dick, E.A. (1952). Two phalloids from Rhode Island. Mycologia 44: 150-151.
- Snell, W.H.; Dick, E.A. (1953). The Curtis collection at Brown University. Mycologia 45 (6): 968-970.
- Snell, W.H.; Dick, E.A. (1956). Notes on boletes. IX. Mycologia 48 (2): 302-310.
- Snell, W.H.; Dick, E.A. (1956). An unusual phalloid from Massachusetts. Mycologia 48 (8): 327.
- Snell, W.H.; Dick, E.A. (1957). A Glossary of Mycology. 171 pp., 15 figs. USA, Massachusetts, Cambridge; Harvard University Press.
- Snell, W.H.; Dick, E.A. (1962). Notes on pileate hydnums. V. Lloydia 25 (3): 160-163.
- Snell, W.H.; Dick, E.A. (1962). Notes on boletes. XIV. Mycologia 53 (3): 228-236.
- Snell, W.H.; Dick, E.A.; Jackson, H.A.C.; Taussig, M. (1956). Notes on the pileate hydnums. III. Lloydia 19 (3): 163-175, 2 figs.
- Snell, W.H.; et al. (1951). Notes on boletes. VIII. Mycologia 43: 359-364.
- Snell, W.H.; Jackson, H.A.C. (1954). Notes on the pileate hydnums. Lloydia 17 (3): 247-255, 4 figs.
- Snell, W.H.; Jackson, H.A.C. (1955). Notes on the pileate hydnums. II. Lloydia 17 (4): 247-255, illus.